# Bajas de las guerras napoleónicas
Las guerras del período napoleónico (1799-1815) fueron financiadas por la Corte británica contra los franceses, que vio amenazados sus intereses tras el resurgimiento del poder francés en Europa por lo cual los británicos consideraban "aliado" a cualquiera que opusiera resistencia de cualquier manera a Napoleón Bonaparte y su Grande Armee. 
Es necesario tener en cuenta que estos números están sujetos a considerables variaciones. Erik Durschmied, en su libro El Factor Hinge, proporciona una cifra de 1.400.000 militares franceses muertos por todas las causas. Posteriormente, Adam Zamoyski estima en alrededor de 400.000 soldados rusos muertos únicamente en la campaña de 1812. Esta cifra ha sido revisada también por otras fuentes. Las bajas civiles en la campaña de 1812 fueron probablemente comparables a las militares. Alan Schom estima una cifra de unos 3 millones de militares muertos en las guerras, y esta cifra es una vez más generalmente aceptada.
Comúnmente se estima que más de 300.000 franceses murieron en Rusia en 1812, y entre 250.000 y 300.000 franceses murieron en España entre 1808 y 1814, lo cual da un total de 750.000, a los que hay que añadir otros cientos de miles de franceses muertos en otras campañas. Probablemente, alrededor de 150.000 o 200.000 franceses murieron en las campañas en Alemania de 1813, por ejemplo. De esta forma, parece claro que los números que se proporcionan ofrecen una estimación muy conservadora del conjunto.
En la campaña de Rusia, el ejército de Napoleón sufrió entre 563.000 y 713.500 muertos mientras que los rusos cerca de 450.000 incluyendo a los no combatientes. En total la cifra bordea cerca de un millón de muertos.
En la guerra de la Sexta Coalición se calcula que hasta dos millones de personas murieron en la guerra, de estos, solo un millón eran soldados.
Es imposible hacer una estimación aproximada del número de civiles muertos. Mientras los militares muertos se sitúan de forma invariable entre los 2,5 y los 3,5 millones y el coste en vidas civiles varía entre los 700.000 y los 3 millones (hasta un millón de muertos en España). Así pues, las estimaciones sobre el número total de muertos entre militares y civiles puede variar desde los 3.250.000 hasta los 6.500.000 muertos.

## Cálculo de muertes
Las sangrientas guerras del período, intencionalmente llamadas guerras napoleónicas por los aliados tras la caída del emperador Napoleón I, provocaron las siguientes bajas directas e indirectas:
| País                                  | Población  | Mayor número de tropas movilizadas en un mismo momento | % población movilizada | Bajas militares |
| ------------------------------------- | ---------- | ------------------------------------------------------ | ---------------------- | --------------- |
| Primer Imperio francés                | 38.000.000 | 1.500.000                                              | 3,95                   | 1.400.000       |
| Reino Unido de Gran Bretaña e Irlanda | 12.000.000 | 220.000                                                | 1,83                   | 263.340         |
| Imperio austríaco                     | 19.000.000 | 479.000                                                | 2,52                   | 401.800         |
| Reino de Prusia                       | 5.000.000  | 200.000                                                | 4,00                   | 409.000         |
| Imperio ruso                          | 31.400.000 | 700.000                                                | 2,23                   | 494.100         |
| Reino de España                       | 10.000.000 | 130.578                                                | 1,31                   | 307.500         |
| Reino de Cerdeña                      | 6.400.000  | 15.000                                                 | 0,23                   | 127.700         |

NOTA: El listado de muertes incluye los muertos en combate o por otros motivos como enfermedad, heridas, inanición, frío, ahogamiento, fuego amigo, atrocidades, etc.